# Familia (Karolingen)
In de Karolingische tijd (8e tot de 10e eeuw) werd met familia bedoeld: de bevolking die aan een landgoed verbonden was. 
De agrarische nederzetting was de sociale basiseenheid in de Karolingische tijd. Het bestond uit het eigenlijke dorp (Latijn villa), waarvan de grenzen veelal samenvielen met deze van de parochie. 
De landbouwgrond was onderverdeeld in mansi, die toegewezen werd aan de mansionarii (de vrije boeren). Aan de dorpsheer was een hof voorbehouden met bijbehorende gebouwen, evenals een reserve aan landbouwgronden voor diens eigen gebruik (heden ten dage nog dikwijls te herkennen in de toponymie: bijvoorbeeld Hofveld, Eigenveld, Vroonhof). 
De heer, zijn vrouw en zijn gezin, zijn hofbedienden, knechten en meiden, maar ook de laten verbonden aan het domein, behoorden allen tot de familia. 